# Jerry Doyle
Jerry Doyle (n. 16 iulie 1956, New York City, New York, SUA – d. 27 iulie 2016, Las Vegas, Nevada, SUA) a fost o gazdă de radio, comentator politic, actor de televiziune și fondator al platformei de conținut EpicTimes. Spectacolul său radio la nivel național, The Jerry Doyle Show, a fost difuzat în Statele Unite prin intermediul Talk Radio Network. Ca actor, Doyle a fost cunoscut pentru rolul său ca șeful securității Michael Garibaldi în serialul științifico-fantastic Babylon 5 (1994–1998). 

## Filmografie (selecție)
- 1992 : Passager 57
- 1993 : Spacecenter Babylon 5
- 1994–1998 : Babylon 5 (serial TV)
- 1996 : Captain Simian & The Space Monkeys (serial TV)
- 1998 : The Outsider
- 1998 : Babylon 5: The River of Souls
- 1999 : Babylon 5: A Call to Arms
- 2002 : Devious Beings
- 2002 : Virtual Storm (Storm Watch)
- 2003 : În căutarea comorii pierdute – detectivul Sean Walker
- 2003 : The Long Ride Home
- 2004 : Open House
- 2010 : Republic of Doyle, serial TV